# Vindiciae contra tyrannos
Vindiciae contra tyrannos, sive de Principis in populum populique in Principem legitima potestate (in italiano: "Rivendicazioni contro i tiranni, ossia sul legittimo potere del Principe sul popolo e del popolo nei confronti del Principe") è un pamphlet contro l'assolutismo regio, pubblicato in latino, a Basilea, nel 1579, con lo pseudonimo latinizzato Stephanus Junius Brutus Celta.
La sua traduzione in francese uscì a Ginevra nel 1581, col titolo De la puissance légitime du prince sur le peuple et du peuple sur le texte (in latino: De principis in populum, populique in principem, legitima postestate).
Viene attribuito ai francesi Philippe Duplessis-Mornay, teologo protestante, e Hubert Languet, diplomatico protestante francese.

## Contesto
I Vindiciae concludono la serie dei pamphlet pubblicati dopo il massacro della Notte di san Bartolomeo: la Franco-Gallia di François Hotman, l'anonimo Discours politiques de diverses puissances, il Réveille-Matin des François et de leurs voisins, il trattato Du droit des magistrats sur leurs sujets di Théodore de Bèze, la Résolution claire et facile di Odet de La Noue.

## Contenuto
Il piano dei Vindiciae è in quattro parti. Ognuno di loro risponde a una domanda:
1. Se i sudditi sono tenuti a obbedire a un principe che comanda loro di violare la legge di Dio;
2. Se essi possono resistere e come;
3. Se riescono a resistere a un principe che viola la legge civile;
4. Se i principi vicini, in entrambi i casi, hanno il diritto o il dovere di intervenire.

Le prime due questioni sono trattate vivacemente e riguardano se i sudditi sono tenuti a obbedire o sono in grado di resistere al loro re, quando infrange la legge divina.
La terza e più lunga questione considera se le persone possono resistere a un re con la motivazione che sta distruggendo la convivenza civile nella società.
La risposta a ciascuna di queste domande è affermativa e il lavoro è interessante per i motivi che esso fornisce per giustificare la resistenza popolare.
Il lavoro unisce la visione teologica di alleanza con la comprensione giuridica del contratto per dimostrare perché la resistenza può essere giustificata agli occhi della legge. Tuttavia, si ferma prima di invitare una persona a giudicare un re. Piuttosto, gli individui possono solo prendere le armi se sono guidati da un magistrato inferiore (così chiamato per distinguerli dal magistrato superiore, vale a dire, il re).
Questo dimostra una notevole moderazione, sulla scia del massacro di San Bartolomeo, in confronto ad altri pensatori riformati, come Christopher Goodman e John Knox.
La quarta questione si chiede se i principi stranieri possono legalmente sostenere una sollevazione popolare contro un re alle condizioni previste per le prime tre domande.

## Pseudonimo
Lo pseudonimo Stephanus Junius Brutus evoca molti personaggi dell'antichità:
- Sanctus Stephanus, uno dei sette primi diaconi e primo martire della cristianità;
- Lucius Junius Brutus, il leggendario fondatore della repubblica romana;
- Marcus Junius Brutus, figlio adottivo e assassino di Giulio Cesare.

## Coautori presunti
L'autore presunto di Vindiciae è Hubert Languet (1518-1581), diplomatico francese al servizio di Augusto I Elettore di Sassonia. Ugonotto, era scampato a fatica dal massacro della notte di san Bartolomeo, a Parigi, tra il 24 e il 25 agosto 1572.
Come presunto editore e coautore dell'opera è indicato Philippe Duplessis-Mornay.
Secondo l'autorevole studioso Robert M. Kingdon, Languet avrebbe steso una prima bozza, che avrebbe poi passato al giovane amico Duplessis-Mornay, affinché la completasse.